# Futuna (Wallis e Futuna)
Futuna é uma ilha vulcânica no arquipélago das ilhas Horn, um dos dois arquipélagos da coletividade ultramarina francesa de Wallis e Futuna no Pacífico Sul. Situa-se na Polinésia ocidental, a nordeste das ilhas Fiji, a noroeste de Tonga e a oeste da Samoa, formando com a ilha Alofi a parte sudeste das ilhas Horn.
Tem 46,28 km2 de área e 4072 habitantes em 2008.
O chef-lieu é Leava (376 hab.) na circunscrição de Sigave, a aldeia mais povoada é Ono (667 hab.) na circunscrição de Alo. Os habitantes falam a língua futunana, idioma vernáculo do francês (que é a língua oficial).
Nessa ilha, em 1841, foi martirizado S. Pedro Chanel.

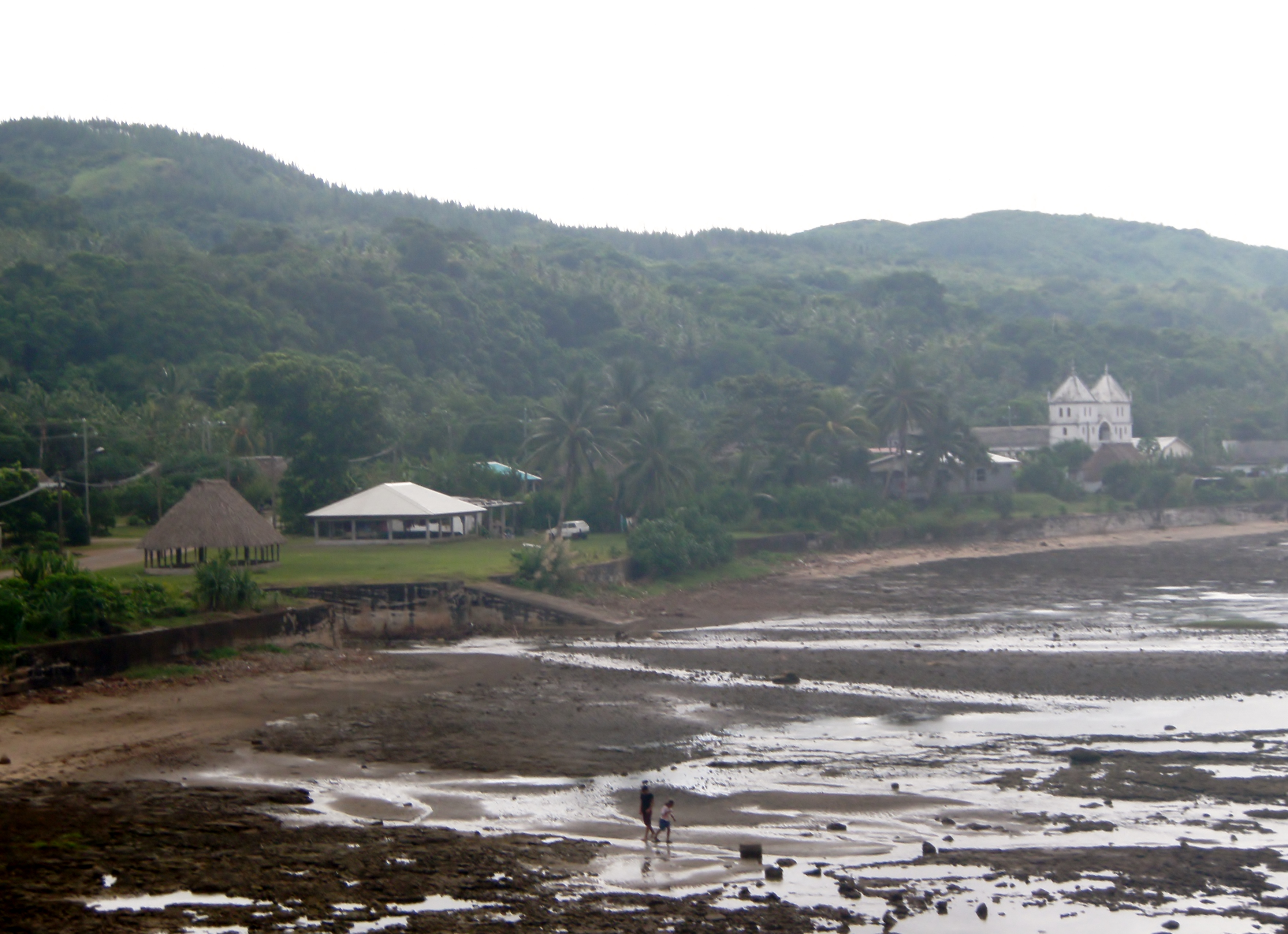
Praia de Taua na ilha Futuna